# Heterodonta
Heterodonta è una sottoclasse di molluschi bivalvi. Eterodonti eulamellibranchi, a cui la maggior parte dei generi moderni appartiene. Caratterizzati di valve aragonitiche, adattati a diversi modi di vita, specialmente all'infauna, dove si alimentano attraverso il sifone.

## Ordini
- Myoida Goldfuss, 1820
- Veneroida H. Adams & A. Adams, 1856

Estinti:
- †Cycloconchidae
- †Hippuritoida
- †Lyrodesmatidae
- †Redoniidae